# Africanus (Toreut)
Africanus war ein antiker römischer Toreut (Metallbildner), der im 1. Jahrhundert in Italien oder Gallien tätig war.
Africanus ist heute nur noch aufgrund von zwei Signaturstempeln auf Bronzeschüsseln bekannt. Mit Fundorten in England und Russland haben die Stücke eine ungemein breite Streuung.  Bei den Stücken handelt es sich um:
1. Bronzeschüssel, gefunden in Luton in Kent in England, heute im British Museum.[1]
2. Bronzeschüssel, gefunden in Ahtial in Russland.[2]

## Einzelbelege
1. ↑  Inventarnummer 94.8–3.58; Richard Petrovszky: Studien zu römischen Bronzegefäßen mit Meisterstempeln. Leidorf, Buch am Erlbach 1993, S. 190, Nr. A.06.01.
2. ↑  Richard Petrovszky: Studien zu römischen Bronzegefäßen mit Meisterstempeln. Leidorf, Buch am Erlbach 1993, S. 190–191, Nr. A.06.02.

| Personendaten    | Personendaten                              |
| ---------------- | ------------------------------------------ |
| NAME             | Africanus                                  |
| KURZBESCHREIBUNG | antiker römischer Toreut                   |
| GEBURTSDATUM     | 1. Jahrhundert v. Chr. oder 1. Jahrhundert |
| STERBEDATUM      | 1. Jahrhundert oder 2. Jahrhundert         |